# حنان الورفلي
حنان الورفلي رافعة أثقال تونسية، ولدت في 8 يناير 1986، وقد مثلت بلدها تونس في الألعاب الأولمبية الصيفية 2008 التي أقيمت في بكين. تنافست ضمن فئة الوزن المتوسط للنساء (63 كج)، وفازت بالمرتبة السادسة عشر، حيث نجحت برفع 80 كيلوغرامًا بحركة واحدة سريعة ورفع 95 كجم مقسمة إلى مرحلتين، إلى الكتف ومن ثم إلى العلوية بشكلٍ نظيف مع رعشة عصبية، ليبلغ مجموعها 175 كجم.

## روابط خارجية
- حنان الورفلي على موقع الاتحاد الدولي (الإنجليزية)
- حنان الورفلي على موقع مشروع نتائج رفع الأثقال الدولية (الإنجليزية)
- حنان الورفلي على موقع IAT Database Weightlifting (الألمانية)
- حنان الورفلي على موقع IAT Database Weightlifting (الألمانية)
- حنان الورفلي على موقع اللجنة الأولمبية الدولية (الإنجليزية)
- حنان الورفلي على موقع أوليمبيديا (الإنجليزية)